# Musik i Linköping

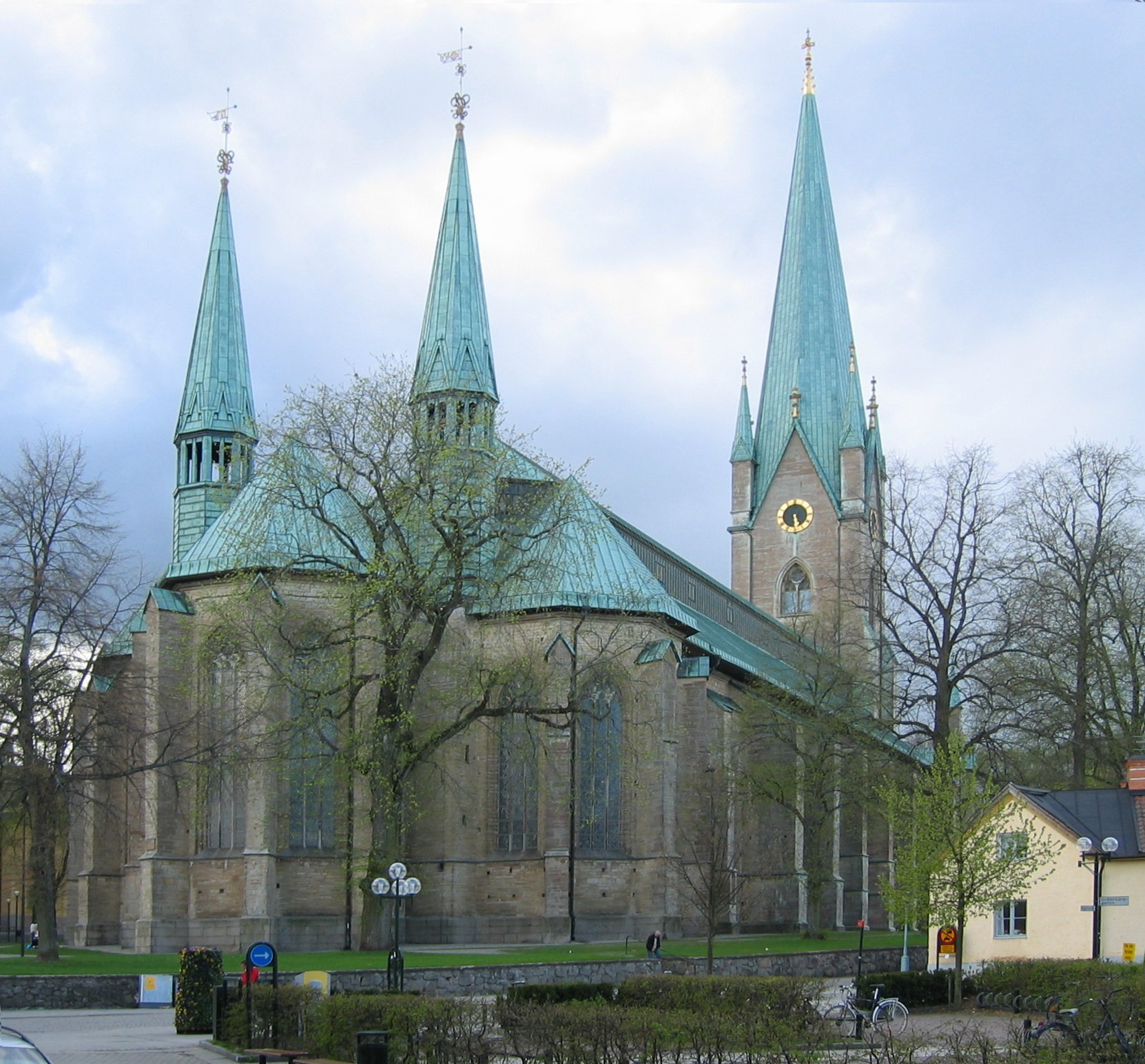
Linköpings domkyrka

I Linköping knöts tidigt musik till domkyrkan. Kyrkans korordning från 1272 är den äldsta i Sverige och även kantorer nämns tidigare i Linköping än på andra platser i Sverige. Redan på 1400-talet fanns orglar i domkyrkan men den mest kända är Cahman-orgeln från 1733. Djäknarna från gymnasiet svarade för kyrkosången i domkyrkan och under 1700-talet märks medlemmar ur familjen Miklin med titeln director musices i kyrkan. Vid 1800-talets början tillkom regementsmusiken där Bernhard Crusell spelade en avgörande roll. I mitten av 1800-talet bildades ett körsällskap som leddes av Wilhelm Gnosspelius.
År 1834 grundades Linköpings ABF-orkester som kom att bli grunden till Linköpings symfoniorkester. Regementsmusiken blev 1971 Regionmusiken och 1988 Östgötamusiken. Kulturskolan uppstod ur den 1949 grundade Linköpings musikskola.
Sedan universitetsutbildning startat i staden 1965 tillkom 1968 Akademiska kören, 1972 Linköpings Studentsångare, 1973 LiTHe Blås, 1978 LiHtösen, 1984 Chorus Lin, 1989 Östgöta Kammarkör, 1993 Linköpings Akademiska Orkester och 1997 den akademiska damkören Linnea.
Det nutida musiklivet kretsar kring Crusellhallen, Saab Arena, Östgötamusiken, samt universitetets och de kyrkliga församlingarnas musik.

## Scener och musikanläggningar

### Konsert och Kongress

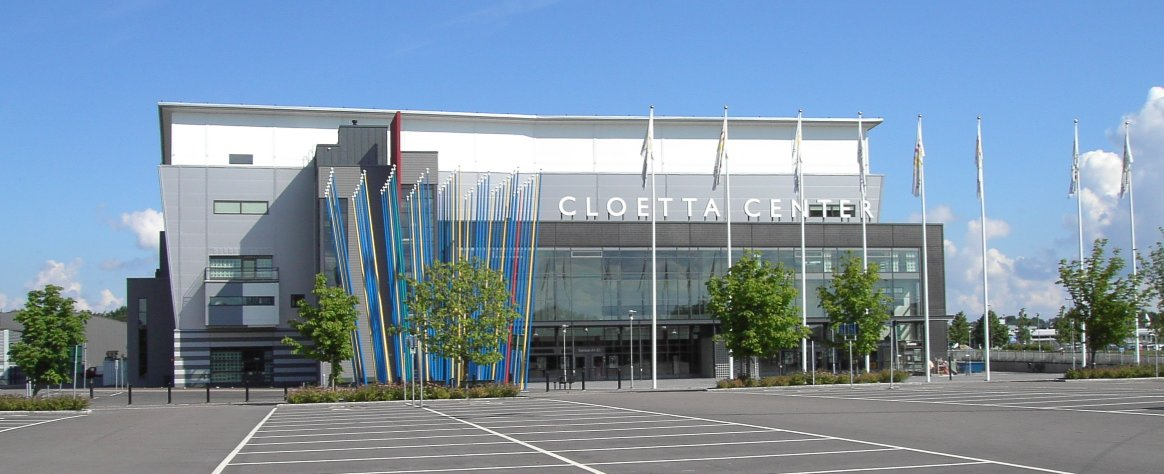
Saab Arena

Konsert och Kongress ligger centralt i staden, granne med Östergötlands museum. Byggnaden invigdes 1987 och inrymmer Crusellhallen med 1 200 publikplatser, Garden med 1 800 platser, Backstage (700 platser), med flera konsertutrymmen. I Crusellhallen framträder regelbundet Norrköpings symfoniorkester, Östgöta blåsarsymfoniker, Linköpings symfoniorkester, Linköpings Studentsångare och ett stort antal gästande ensembler och artister. Konsert och kongress drivs av Arenabolaget i Linköping AB.

### Saab Arena
Saab Arena (tidigare under namnet Cloetta Center) är en evenemangsbyggnad som vid musikarrangemang rymmer en publik på 11 500 personer. Kända musikartister som har spelat i arenan är bland andra Deep Purple, Europe, Jerry Lee Lewis, John Fogerty, Motörhead, Toto, W.A.S.P. och Whitesnake. Fyra gånger har Melodifestivalsturnén besökt arenan: 2005, 2008, 2011 och 2014.

### Missionskyrkan
Missionskyrkan som rymmer ca 500 personer är en populär konsertlokal för körer, orkestrar och kammarmusik.

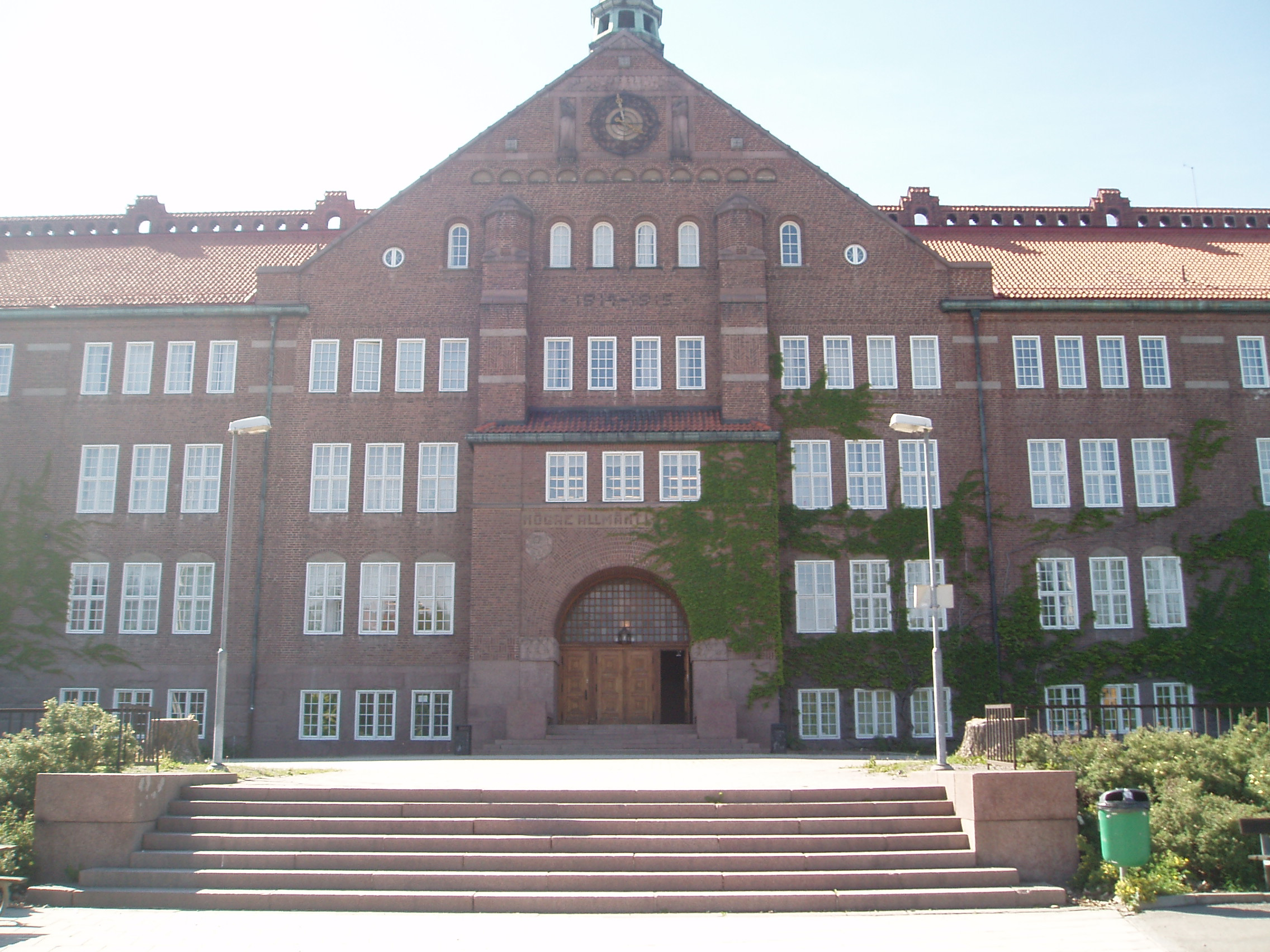
Katedralskolan

### Katedralskolans aula
Innan Konsert och Kongress byggdes 1987 var Katedralskolans aula den självklara konsertlokalen vid sidan av kyrkorna.

### Nationernas hus
I Nationernas hus finns dels Forumteatern, dels Scholanders sal som båda används som konsertlokaler. I Forumteatern ger Linköpings Studentspex och Holgerspexet sina föreställningar. 

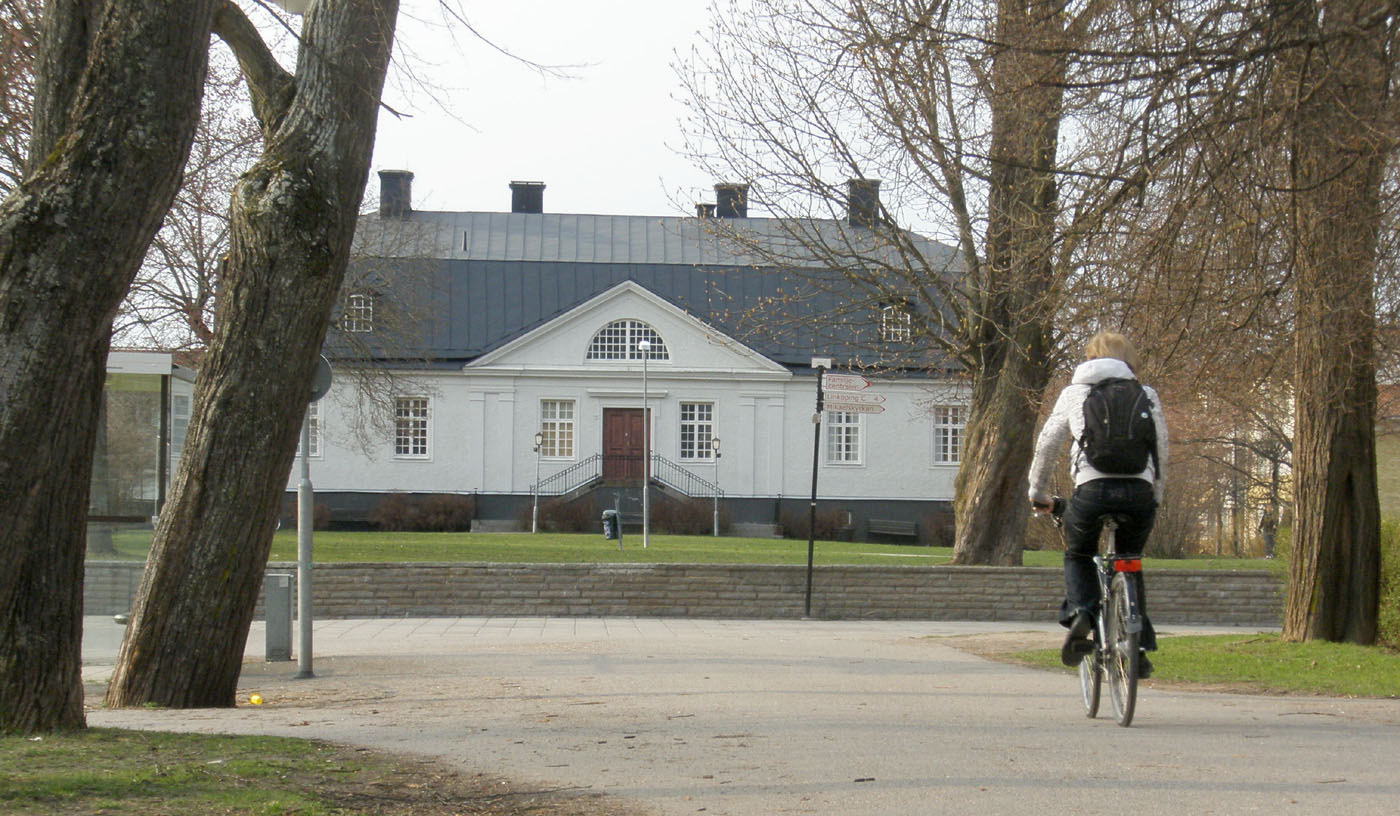
Ryds herrgård

## Återkommande evenemang

### Linköpings folkmusikfestival
Linköpings folkmusikfestival äger rum årligen i Nationernas hus.

### Studentorkesterfestivalen
Studentorkesterfestivalen är en musikfestival för högskole- och universitetsstudenter och genomförs en helg i maj varje år. Jämna år i Uppsala och udda i Linköping (och Norrköping). Den första festivalen i Linköping hölls 1973 och ett par år senare kom Uppsala med i bilden. Studentorkesterfestivalen förkortas SOF när den hålls i Linköping, och STORK när den hålls i Uppsala. Studentorkesterfestivalerna anordnas på uppdrag av Riks-SMASK - Sveriges Musicerande Akademikers Samarbetande Kårorkestrar. Riks-SMASK:s maskot är Tutputte, en vit huvudfoting med studentmössa som spelar på en helikon (en form av tuba). Tutputte är en karakteristisk symbol för just studentorkesterfestivalerna, och förekommer flitigt på allt material som hör festivalerna till.

## Musikutbildning
På grundskolenivå finns Linköpings musikklasser på Folkungaskolan och där finns även estetiskt program på gymnasienivå. Kulturskolan har sina lokaler i Konsert och Kongress. Universitetet ger kurser i körsång och orkesterspel i Musicum på Campus Valla. Lunnevads folkhögskola har musiklinje för klassisk musik, folkmusik och jazz..

## Bemärkta musiker
- Bernhard Crusell
- Otto Freudenthal
- Wilhelm Gnosspelius
- Ludwig Göransson
- Gunnar Hoffsten
- Louise Hoffsten
- Torbjörn Köhl
- Emmy Lindström
- Hans Lundgren
- Andreas Lönnqvist
- Staffan Mårtensson
- Beata Söderberg Quin
- Camilla Tilling
- Frida Modén Treichl
- Bengt-Arne Wallin
- Ulf Wallin
- Lars Winnerbäck

## Bemärkta musikgrupper
- Ghost
- The Majority Says
- Nine
- Outlast
- The Pusjkins
- Athory Emic

## Bemärkta orkestrar
- Bonnkapälle
- Linköpings symfoniorkester
- Östgöta Barock
- Östgöta Blåsarsymfoniker

## Bemärkta körer
- Linköpings Studentsångare
- Östgöta Kammarkör
- Den Akademiska Damkören Linnea